# Новодорожский сельсовет
Новодорожский сельсовет — административная единица на территории Стародорожского района Минской области Республики Беларусь.

## Географическое положение
Граничит с Положевичским и Стародорожским сельскими Советами Стародорожского района и с Осиповичским и Глусским районами Могилёвской области.

## История
Новодорожский сельский Совет образован в 1937 году.

## Состав
Новодорожский сельсовет включает 17 населённых пунктов:
- Борки — деревня.
- Буда — деревня.
- Дубровские Хутора — деревня.
- Ивановка — посёлок.
- Каваличи — агрогородок.
- Лукошки — деревня.
- Метище — деревня.
- Минковичи — деревня.
- Минковичи — посёлок.
- Новые Дороги — агрогородок.
- Новые Исаевичи — деревня.
- Новые Фаличи — деревня.
- Ореховка — деревня.
- Пастовичи — агрогородок.
- Ровань — деревня.
- Старые Фаличи — деревня.
- Штурма — посёлок.

## Производственная сфера
- 2 лесничества ГОЛХУ «Стародорожский опытный лесхоз»
- Сельское хозяйство: ОАО «Новые Дороги», ОАО «Пастовичи», ООО "Агрофирма «Фаличи».

## Социально-культурная сфера
- Здравоохранение: 5 фельдшерско-акушерских пунктов.
- Образование: 1 общеобразовательная средняя школа, 3 дошкольных учреждения.
- Социальная защита: 1 Дом социальных услуг.
- Культура: 2 Дома культуры, 1 Дом социально-культурных услуг, 1 бригадный клуб, 2 библиотеки-клуба, 3 библиотеки.